# Berlin-Mariendorf
Mariendorf is een stadsdeel van het district Tempelhof-Schöneberg in de Duitse hoofdstad Berlijn.

## Geschiedenis
Mariendorf werd in de eerste helft van de 13de eeuw gesticht als straatdorp door de Tempeliers. Lange tijd bleef het gebied landelijk. In 1800 woonden er 162 mensen. In 1872 werd de villakolonie Südende gesticht. In 1887 werd de paardentram tussen de Hallesches Tor en Tempelhof verlengd tot in Mariendorf. In 1895 opende het station dat aangesloten was op de Dresdener Bahn. 
Tussen 1903 en 1905 werd aan de Kaiserstraße het gemeentehuis gebouwd. In 1913 opende een paardenrenbaan die zou uitgroeien tot één van de meest bezochte van het land. In 1920 ging Mariendorf op in Groot-Berlijn en werd onderdeel van het district Tempelhof. De wijk Südende werd nu ingedeeld bij Steglitz. Tussen 1923 en 1931 werd het Volkspark Mariendorf aangelegd. 

## Verkeer
Het metrostation Alt-Mariendorf is het eindpunt van de lijn U6. Dit station is een belangrijk overstappunt op het busnet. Ook het station Westphalweg ligt nog in Mariendorf. 
De S2 lijn van de S-Bahn loopt ook door Mariendorf maar stopt er niet. het station Attilastraße, dat in Tempelhof ligt, heette voorheen Mariendorf omdat de wijk Südende tot 1920 tot Mariendorf behoorde. 

## Sport
Voetbalclub BFC Viktoria 1889, dat in 1908 en 1911 landskampioen werd speelde tussen 1905 en 1945 in Mariendorf en verhuisde daarna terug naar Tempelhof, waar het ook eerder speelde.
Voetbalclub Polar Pinguin speelt aan de Sportplatz Markgrafenstraße en promoveerde in 2024 naar de Berlin-Liga. Op de Sportplatz an der Rathausstraße spelden Traber FC Mariendorf. Hier speelt ook SpVg Blau-Weiß 90 Berlin dat tussen 2018 en 2023 in de Oberliga Nordost speelde. Deze club is de opvolger van SpVgg Blau-Weiß 1890 Berlin, dat van 1927 tot 1966 in dit stadion speelde en in totaal 29 seizoenen in de hoogste klasse speelde. Hierna verhuisde de club naar grotere stadions alvorens failliet te gaan. Zelf was de club een opvolger van  Berliner TuFC Union 1892, deze club werd in 1905 landskampioen, maar speelde tot 1908 op het Tempelhofer Feld. 
TSV Mariendorf 1897 speelt aan de Rixdorfer Straße. 
Friedenau ·
Lichtenrade ·
Marienfelde ·
Mariendorf ·
Schöneberg ·
Tempelhof